# Molnár Ágnes (politikus)
Molnár Ágnes (Szeged, 1956. május 12. –) orvos, a Nemzeti Fejlesztési Minisztérium államtitkára, országgyűlési képviselő (Fidesz).

## Pályafutása
1980-ban a Szegedi Orvostudományi Egyetemen általános orvos diplomát szerzett, majd 1985-ben csecsemő- és gyermek szakorvosként tett vizsgát. 1980-ban a Soproni Állami Szanatórium gyermekosztályán kezdte pályáját. 1982-től 1992-ig a soproni Erzsébet Kórházban a gyermekosztályon dolgozott. 1995-től 1998-ig gyermekorvosként praktizált.
1998-tól 2006-ig az Arcus Kereskedelmi Kft-nél igazgató, emellett (2002–2006) önkormányzati képviselő Sopronban. 2006-tól országgyűlési képviselő. A 2010. évi országgyűlési választásokon a Fidesz-KDNP Győr-Moson-Sopron megyei területi listán szerzett mandátumot. 2003-tól tagja a Fidesznek, melyben elnöki koordinátor és regionális politikai igazgató címet is betölt. A Polgári Sopronért Alapítvány kuratóriumi elnöke.
Német nyelven beszél. Férjezett.